# سد بيدة
سد بيدة هو سد ركامي في المملكة العربية السعودية افتتح في عام 1985 ويقع في لمحافظة القرى منطقة الباحة.
أحد أكبر السدود في المنطقة

## الموقع
يقع سد بيدة في أعلى وادي بيدة، شمال شرق مدينة الباحة، وهو تابع لمحافظة القرى، ويعد من أهم أودية الحجاز. تقع على ضفتيه الشرقية والغربية عدد من القرى ويشتهر بزراعة الرمان ويقام لها مهرجان سنوي. عرف وادي بيدة في القدم باسم وادي «أبيدة» وهو أحد أودية السراة المعروفة لدى سكان جزيرة العرب عبر الأزمنة الغابرة وحتى الآن. حيث يعرف حاليًا بوادي بيدة وقد حذف حرف الألف من أوله لتسهيل النطق.

## الخصائص
أنشئ سد بيدة سنة 1985، حاجز السد من النوع الركامي من أجل استعاضة مياه الآبار الجوفية وتوفير مياه الشرب لسكان المنطقة والاستفادة من موارد المياه في وادي بيدة، يبلغ طول السد 125 مترًا وارتفاعه يبلغ 24 مترًا وبسعة تخزينية تفوق 2 ميون متر مكعب.

## وصلات خارجية
- محافظة القرى - موقع إمارة الباحة نسخة محفوظة 30 أغسطس 2018 على موقع واي باك مشين.
- سد وادي بيدة - الباحة على يوتيوب
- سد وادي بيدة - الباحة على يوتيوب